# 张长禄
张长禄（1927年—），天津人，中国男子篮球运动员、教练。曾担任1952年赫尔辛基奥运会中国代表团闭幕式旗手。1999年被评为新中国篮球50杰。